# Fédération Française du Sport Automobile
Fédération Français du Sport Automobile (FFSA) – francuska federacja sportów samochodowych, założona w 1952. Współpracuje z francuskim ministerstwem sportu. Prezesem jest Nicolas Deschaux. Do 2007 szefem był Jacques Regis (wiceprezes FIA i przewodniczący komisji WRC od 2004).

## Struktury
Co cztery lata wybiera 30 nowych członków. Składa się ze Stowarzyszenia Sportów Samochodowych i Stowarzyszenia Sportów Kartingowych, włączonych do jednego z 19 Regionalnych Komitetów Sportów Samomochodów, lub 17 Regionalnych Komitetów Kartingowych.
Kapitanem kierowców wyścigowych jest Jean Alesi.

## Rola Federacji
Organizuje mistrzostwa regionalne, zarządza kartingiem we Francji, szkoli kierowców, mechaników i instruktorów, oraz wyszukuje talenty. Sponsoruje i przygotowuje fizycznie kierowców. Wydaje licencje kierowcom sportów motorowych i kartingowych.
Decyduje o organizacji Grand Prix Francji i Rajdu Francji.
W 1998 federacja zorganizowała nową serię Formuły France. W 2003 współzałożyła Formułe 3 Euro Series.
Dzięki wstawiennictwu federacji Rajd Francji odbywać ma się co dwa lata w systemie rotacyjnym.
W 2008 wycofała się ze sponsorowania wyścigu F1 na Magny-Cours z powodów finansowych. Ograniczyła się do zarządzania imprezą.
W 2003 zorganizowała projekt dotyczący znalezienia kierowcy rajdowego do Subaru Imprezy WRC.
Od 15 marca 2008 posiada własną telewizję ffsa.tv, która promuje serie takie jak: Grand Prix Karting FFSA, Super Série FFSA, Rajdowe Mistrzostwa Francji, Rallycross.

## Byli kierowcy, objęci programem współpracy

### Rajdowi
- Sébastien Loeb (od 1999 do 2000)
- Nicolas Vouilloz (2004 do 2006)
- Yoann Bonato (w 2006)
- Alexandre Bengué (od 2004 do 2005)
- Stéphane Sarrazin (od 2004 do 2005)
- Nicolas Bernardi (od 1998 do 2005)
- Guerlain Chicherit (w 2004)
- Cédric Robert (od 1999 do 2003)
- Brice Tirabassi (w 2001)
- Fabien Véricel (w 1999)
- Fabrice Morel (od 1999 do 2000)
- Guylhem Dussaucy (w 1999)
- Jean-Baptiste Serpaggi (w 1998)
- Xavier Fressoz (w 1998)

### Wyścigowi
- Sébastien Bourdais
- Romain Grosjean
- Alexandre Prémat
- Loïc Duval
- Simon Pagenaud
- Nicolas Lapierre

### Kartingowi
- Laurent Groppi
- Pierre Ragues
- Franck Perrera
- Julien Poncelet

## Kierowcy, objęci programem współpracy

### Rajdowi
- Sébastien Ogier i Julien Ingrassia

### Wyścigowi
- Jules Bianchi
- Jean-Karl Vernay
- Adrien Tambay
- Charles Pic
- Arthur Pic
- Jean-Éric Vergne

### Kartingowi
- Anthony Abbasse
- Pascal Belmaaziz
- Armand Convers
- Arnaud Kozlinski
- Tony Lavanant
- Thomas Mich
- Norman Nato
- Loïc Réguillon[5]